# 14702 Benclark
14702 Benclark è un asteroide della fascia principale. Scoperto nel 2000, presenta un'orbita caratterizzata da un semiasse maggiore pari a 2,9816160 UA e da un'eccentricità di 0,1033302, inclinata di 10,04235° rispetto all'eclittica.
L'asteroide è dedicato allo scienziato Benton C. Clark III. 